# Щелкун бескрылый
Щелкун бескрылый (лат. Dima elateroides) — вид щелкунов из подсемейства Agrypninae.

## Описание

### Имаго
Взрослый жук достигает длины в 9—13 миллиметров.

### Личинка
Проволочник в длину достигает 17 мм, и в ширину — до 3,3 мм. Задняя лопасть лобной пластинки короткая и овальная, почти яйцевидная. Бока каудального сегмента с тремя парами крупных хитинизированных крючьев и несколькими парами маленьких бугорков. Урогомфы длинные, мощные, вырезка в два с половиной раза шире урогомф посередине, полностью, открытая, имеет белее 1/3 длины каудального сегмента.

## Экология и местообитания
Населяет предгорья и горы высотой до одного километра над уровнем моря. Личинки живут под камнями.

## Распространение
Встречается в Южной и Средней Европе, в Румынии и Далматии. На территории бывшего СССР найден в районе города Хуст (Закарпатская область).